# Zinaida Jurjewskaja

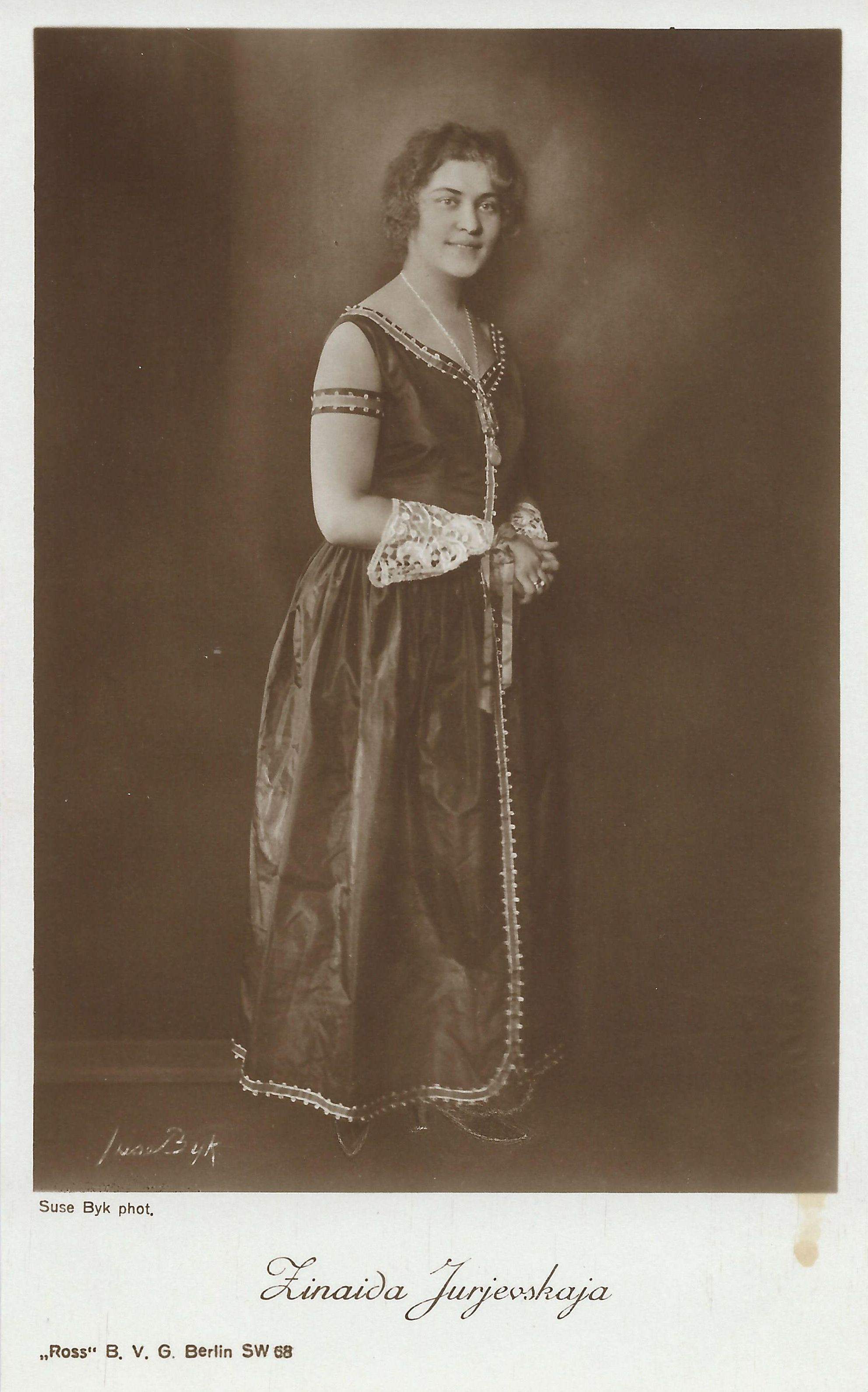
Zinaida Jurjewskaja

Zinaida Jurjewskaja (auch Sinaida Jujewskaya, * 10. Juni 1892 in Tartu (Dorpat), Estland; † 3. Dezember 1925 in Andermatt, Schweiz) war eine russische, später estländische Opernsängerin in der Stimmlage Sopran.

## Leben und Werk
Zinaida Jurjewskaja wurde als Zinaida Lenkina geboren und führte ihren Künstlernamen in Erinnerung an Jurjew, der russischen Namensform ihrer Geburtsstadt. Sie studierte bis 1918 in Sankt Petersburg Gesang und war ab 1919 am Mariinski-Theater verpflichtet. 1921 wurde sie aus unbekannten Gründen zunächst verhaftet und kehrte dann nach Estland zurück. In Deutschland debütierte sie im Dezember 1922 mit einem Arien- und Liederabend und sang im Juni 1923 an der Berliner Staatsoper die Partie der Königin von Schemacha in der Erstaufführung von Der goldene Hahn (Dirigent: Leo Blech); im März 1924 folgte die Titelrolle in der Premiere der Oper Jenufa (Dirigent: Erich Kleiber). Mit dem Ensemble der Berliner Staatsoper gastierte Jurjewskaja im Februar 1925 in Amsterdam als Sophie im Rosenkavalier.
1918 heiratete sie in Sankt Petersburg den Offizier und späteren Bildhauer Georg von Bremer (* 1890 Tartu; † 1935 Berlin).
Während eines Urlaubes in Andermatt stürzte sie sich in die Schöllenenschlucht.
Basierend auf dem tragischen Ende der Opernsängerin, wurde 2019 von den einheimischen Schauspielerinnen Heidi Danioth und Marielouise Gamma die theatralische Führung „Verschollen in der Tiefe“ durchgeführt.

## Tondokumente
Zinaida Jurjewskaja hinterließ relativ wenige Schallplatten auf Homocord (6 Titel, Berlin 1923/24), Parlophon (3 Titel, Berlin 1924) und Deutsche Grammophon (2 Titel, Berlin 1925). Davon wurden 6 Titel auf CD wiederveröffentlicht: Aline Sanden / Zinaida Jurjevskaja (Preiser Records/Lebendige Vergangenheit 89196, Wien 1999).